# ロイヤルパークホテル
ロイヤルパークホテル (Royal Park Hotel) は、東京都中央区日本橋蛎殻町に所在するシティホテル。三菱地所グループが展開するホテルチェーン「ロイヤルパークホテルズ」のフラグシップホテルである。

## 特徴
1989年6月1日、東京都中央区の東京シティエアターミナル (T-CAT) に隣接して開業した。サミット・ホテルズ&リゾーツと提携している。
20階建て高層ホテルで、客室数は406室。標準タイプの客室の広さは26平方メートルである。12階 - 18階はエグゼクティブフロアとなっており、20階のエグゼクティブラウンジが利用できる。
9つのレストラン及びラウンジ・バーのほか、プール、フィットネスクラブ、エステティックサロン、日本庭園・茶室、デリカテッセンがある。

## 設備

### 客室
- 12階 - 18階、エグゼクティブフロア

### レストラン、ラウンジ、バー
- パラッツオ（フランス料理）20階
- すみだ（鉄板焼）20階
- 源氏香（日本料理）5階
- シンフォニー（コーヒーショップ）1階
- 桂花苑（中国料理）地下1階
- 矢の根寿司　地下1階

- オルフェウス（スカイラウンジ）20階
- フォンテーヌ（ロビーラウンジ）1階
- ロイヤルスコッツ（メインバー）地下1階

## 交通アクセス
鉄道
- 東京地下鉄半蔵門線○水天宮前駅 直結
- 東京地下鉄日比谷線○人形町駅 徒歩5分
- 都営地下鉄浅草線○人形町駅 徒歩8分

バス
- 東京シティエアターミナルに直結し、連絡通路を有する。東京国際空港（羽田）と成田国際空港から東京空港交通のリムジンバスが運行されている。
- 中央区コミュニティバス（江戸バス）北循環「箱崎町(古樹軒前)」 (平日を含む毎日)
- 中央区コミュニティバス（江戸バス）北循環「蛎殻町一丁目水天宮前駅」 (平日を含む毎日)
- 中央区コミュニティバス（江戸バス）北循環「蛎殻町二丁目(ロイヤルパークホテル)」 (土日祝のみ経由) - 当ホテル正面玄関ロータリーに位置する。下記の、メトロリンク日本橋Eライン「地下鉄水天宮前駅」と停留所を共用している。
- メトロリンク日本橋Eライン「地下鉄水天宮前駅」(平日を含む毎日) - 当ホテル正面玄関ロータリーに位置する。上記の、江戸バス北循環「蛎殻町二丁目(ロイヤルパークホテル)」と停留所を共用している。

## 会社
株式会社ロイヤルパークホテルは、かつてロイヤルパークホテルを運営していた企業である。
ロイヤルパークホテルの敷地を所有していた1889年設立の倉庫会社が当社の前身である。三菱地所は、1972年に中央開発観光株式会社に商号変更した際に出資し、1980年の増資で筆頭株主、1986年の増資で出資比率は約40%となった。1989年にロイヤルパークホテルを開業した。その後、三菱地所は他の株主から株式の取得を進め、2021年3月時点で出資比率54.4%で連結子会社、他の株主は33社となっていた。2021年8月1日に当社と三菱地所の株式交換で、三菱地所の完全子会社となる。2022年4月1日にホテル運営機能を株式会社ロイヤルパークホテルズアンドリゾーツ（現：三菱地所ホテルズ&リゾーツ株式会社）に承継するとともに、当社は三菱地所へ吸収合併され解散した。

## テレビ番組
- 日経スペシャル ガイアの夜明け 不況の荒波に上陸～外資系高級ホテルVS日本勢～（2009年3月31日、テレビ東京）[4]。- 地元との共存共栄を取材。

## 書籍

### 関連書籍
- 『理想のホテルを追い求めて ロイヤルパークホテル和魂洋才のおもてなし』（著者:中村裕 富田昭次）（2014年4月1日、オータパブリケイションズ）ISBN 9784903721439